# CV Andorra
CV Andorra är en volleybollklubb med säte i Andorra la Vella, Andorra. Klubben grundades 1984. Laget spelar i det spanska seriesystemet (katalanska om på regionnivå). Herrlaget debuterade i Superliga de Voleibol Masculina. Dess bästa placering är en andraplats 1991/1992.  Det har deltagit i CEV:s tävlingar på Europa-nivå två gånger. De nådde kvartsfinal i cupvinnarecupen 1991/1992 och åttondelsfinal i CEV Cup 2003/2004. De var dessutom kvalificerade för spel i 2014/2015, men spelade inte någon match. Klubben hade ekonomiska problem hösten 2014